# Palmi

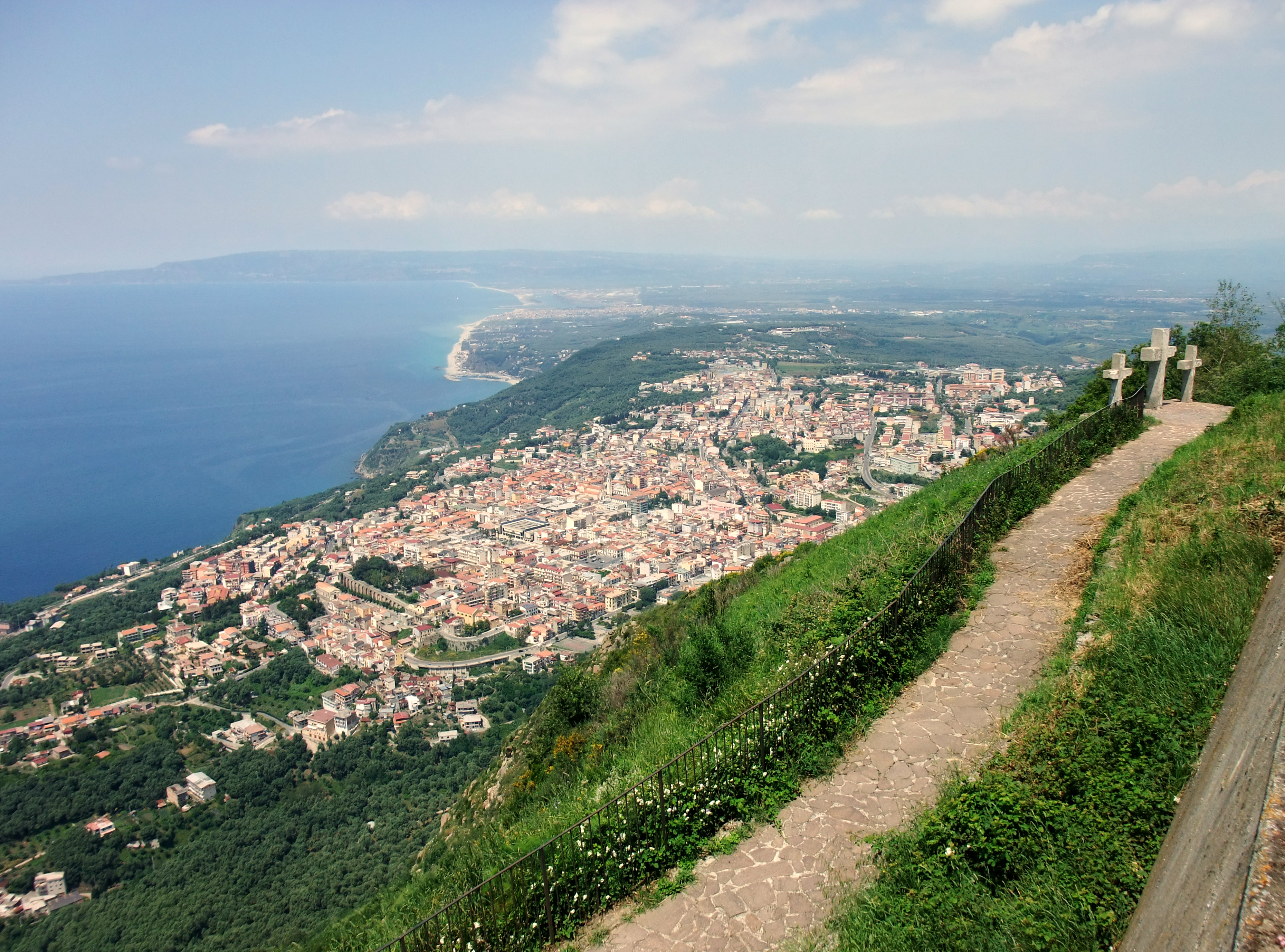

Palmi ist ein Ort in der italienischen Metropolitanstadt Reggio Calabria mit knapp 19.000 Einwohnern und liegt an der nördlichen Küste Kalabriens. Der Ort lebt hauptsächlich vom Tourismus und der Landwirtschaft.
Nachbarorte sind Gioia Tauro und Seminara.
Das wichtigste Fest ist die Varia di Palmi. Die Kathedrale von Palmi ist Konkathedrale des Bistums Oppido Mamertina-Palmi.
In Palmi ist der Fußballklub US Palmese 1912 beheimatet.

## Bevölkerung
Die Bevölkerungsentwicklung von 1861 bis 2021: 

## Städtepartnerschaften
- Viareggio, Italien
- Varazze, Italien

## Söhne und Töchter der Stadt
- Francesco Cilea (1866–1950), Komponist, Musikpädagoge und Leiter musikalischer Ausbildungsstätten
- Attilio Nostro (* 1966), römisch-katholischer Geistlicher, Bischof von Mileto-Nicotera-Tropea